# Meridiana Kamen Team/Saison 2011
Dieser Artikel listet Erfolge und Fahrer des Radsportteams Meridiana Kamen Team in der Saison 2011 auf.

## Abgänge – Zugänge
| Zugänge                          | Team 2010                         | Abgänge                           | Team 2011                    |
| -------------------------------- | --------------------------------- | --------------------------------- | ---------------------------- |
| Domenico Agosta                  | CDC-Cavaliere                     | Miguel Ángel Rubiano              | D’Angelo & Antenucci-Nippo   |
| Darko Blažević                   | Loborika                          | Salvatore Commesso                | Karriereende                 |
| Blaž Bonča                       | Obrazi Delo Revije                | Daniel Bajlo                      | Unbekannt                    |
| Alberto Di Lorenzo               | Zheroquadro Radenska              | Nicola D’Andrea                   | Unbekannt                    |
| Emanuele Bindi                   | Lampre-NGC (2009)                 | Boris Legović                     | Unbekannt                    |
| Juan Pablo Wilches               | Team Konica Minolta/Bizhub (2008) | Oļegs Meļehs                      | Unbekannt                    |
| Norberto Wilches                 | Team Konica Minolta/Bizhub (2008) | Stefano Usai                      | Unbekannt                    |
| Jasmin Becirović                 | Neoprofi                          | Juan Pablo Wilches (bis 15. März) | Formesán-IDRD-Liga de Bogotá |
| Michele Napoli                   | Neoprofi                          | Domenico Agosta (bis 31. Juli)    | Unbekannt                    |
| Riccardo Riccò (ab 1. Juni)      | Vacansoleil                       | Norberto Wilches (bis 31. Juli)   | Unbekannt                    |
| Omar Sottocornola (ab 1. August) | Zheroquadro Radenska              | Michele Napoli (bis 27. August)   | Unbekannt                    |
| Marko Barbir (ab 1. August)      | Neoprofi                          |                                   |                              |
| David McLean (ab 1. August)      | Neoprofi                          |                                   |                              |

## Mannschaft
| Name                | Geburtstag        | Nationalität           |
| ------------------- | ----------------- | ---------------------- |
| Marin Andelini      | 25. Februar 1991  | Kroatien               |
| Marko Barbir        | 4. August 1992    | Kroatien               |
| Jasmin Becirović    | 1. Oktober 1992   | Kroatien               |
| Emanuele Bindi      | 7. Oktober 1981   | Italien                |
| Darko Blažević      | 8. Dezember 1984  | Kroatien               |
| Blaž Bonča          | 6. Juli 1989      | Slowenien              |
| Alberto Di Lorenzo  | 22. April 1982    | Italien                |
| Mariano Giallorenzo | 7. August 1982    | Italien                |
| Mauro Hrastnik      | 19. Februar 1991  | Kroatien               |
| Marko Ivančić       | 24. Dezember 1989 | Kroatien               |
| David McLean        | 27. April 1984    | Vereinigtes Königreich |
| Bruno Radotić       | 28. Juni 1983     | Kroatien               |
| Riccardo Riccò      | 1. September 1983 | Italien                |
| Omar Sottocornola   | 19. Juli 1988     | Italien                |
| Juraj Ugrinić       | 12. Oktober 1990  | Kroatien               |

## Platzierungen in UCI-Ranglisten
UCI Europe Tour 2011
|       | Fahrer             | Punkte |
| ----- | ------------------ | ------ |
| 963.  | Alberto Di Lorenzo | 7      |
| 1139. | Emanuele Bindi     | 3      |
| 1212. | Bruno Radotić      | 2      |